# Vergons

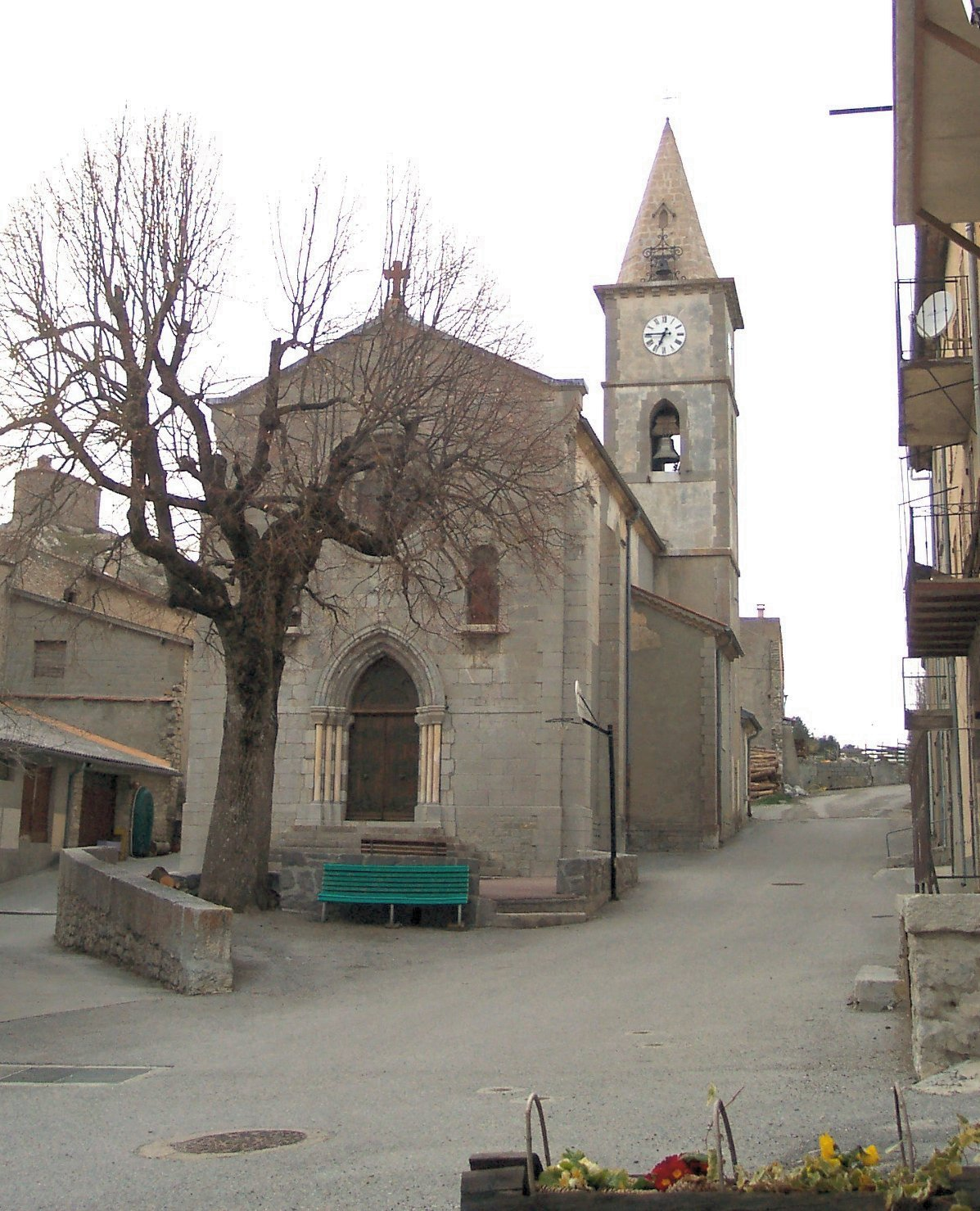
Kyrkan

Vergons är en kommun i departementet Alpes-de-Haute-Provence i regionen Provence-Alpes-Côte d'Azur i sydöstra Frankrike. Kommunen ligger  i kantonen Annot som ligger i arrondissementet Castellane. År 2022 hade Vergons 114 invånare.

## Befolkningsutveckling
Antalet invånare i kommunen Vergons
Referens: INSEE